# 东城区帽儿胡同5号四合院
39°56′11″N 116°24′07″E / 39.936509°N 116.402042°E
东城区帽儿胡同5号四合院是一座建于清代的四合院，位于北京市东城区帽儿胡同5号，南锣鼓巷历史文化保护区内。现为某单位宿舍。

## 建筑
东城区帽儿胡同五号四合院建于清代后期咸丰年间，原是清朝官员荣禄家族的房产，坐北朝南，前后四进院落，现存建筑近900平方米。大门设于东南角，额枋绘有苏式彩画，砖雕精细，结构严谨，保存完好。

## 保护
1984年1月10日，公布为第一批东城区文物保护单位。2001年7月12日，东城区帽儿胡同5号四合院公布为第六批北京市文物保护单位。